# Norcross (Minnesota)
Norcross és una població dels Estats Units a l'estat de Minnesota. Segons el cens del 2000 tenia 59 habitants.

## Demografia
Segons el cens del 2000, Norcross tenia 59 habitants, 33 habitatges, i 19 famílies. La densitat de població era de 14,5 habitants per km².
Dels 33 habitatges en un 21,2% hi vivien nens de menys de 18 anys, en un 48,5% hi vivien parelles casades, en un 9,1% dones solteres, i en un 39,4% no eren unitats familiars. En el 39,4% dels habitatges hi vivien persones soles el 27,3% de les quals corresponia a persones de 65 anys o més que vivien soles. El nombre mitjà de persones vivint en cada habitatge era d'1,79 i el nombre mitjà de persones que vivien en cada família era de 2,3.
Per edats la població es repartia de la següent manera: un 13,6% tenia menys de 18 anys, un 5,1% entre 18 i 24, un 13,6% entre 25 i 44, un 35,6% de 45 a 60 i un 32,2% 65 anys o més.
L'edat mediana era de 53 anys. Per cada 100 dones de 18 o més anys hi havia 104 homes.
La renda mediana per habitatge era d'11.875 $ i la renda mediana per família de 34.375 $. Els homes tenien una renda mediana de 52.500 $ mentre que les dones 18.750 $. La renda per capita de la població era de 14.507 $. Entorn del 23,5% de les famílies i el 24,1% de la població estaven per davall del llindar de pobresa.

## Poblacions més properes
El següent diagrama mostra les poblacions més properes.